# خوان مانويل باتاغليا
خوان مانويل باتاغليا (بالإسبانية: Juan Manuel Battaglia)‏ هو مدرب كرة قدم ولاعب كرة قدم باراغواياني، ولد في 11 يونيو 1957 في أسونسيون في باراغواي. شارك مع منتخب باراغواي تحت 20 سنة لكرة القدم. أما مع النوادي، فقد لعب مع أمريكا دي كالي وديبورتيفو بيريرا وسيرو بورتينيو وناسيونال أسونسيون.

## وصلات خارجية
- خوان مانويل باتاغليا على موقع الاتحاد الدولي (مؤرشف)  (الإنجليزية)
- خوان مانويل باتاغليا على موقع قاعدة بيانات كرة القدم.إي يو (الإنجليزية)